# Silbernes Lorbeerblatt

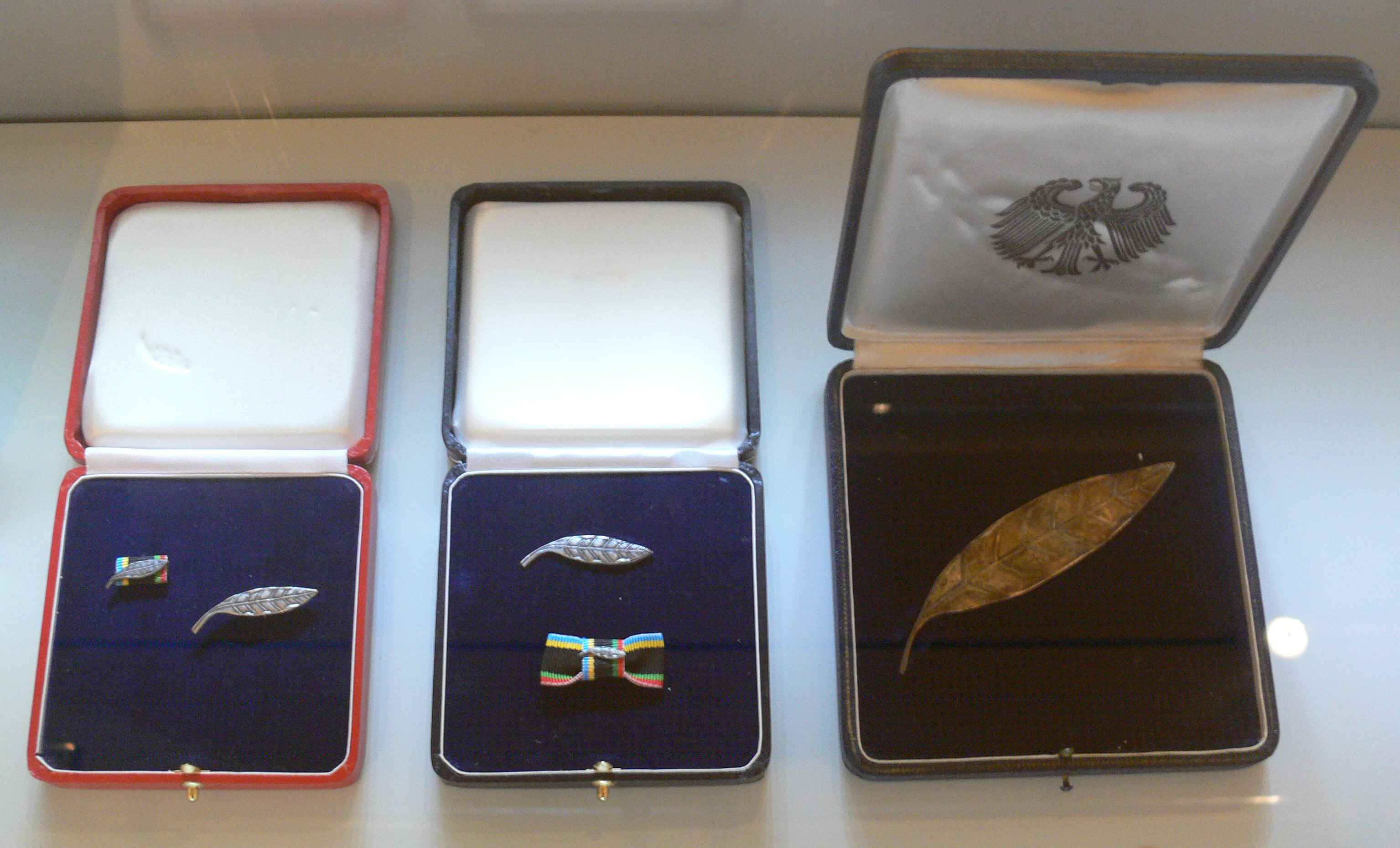
Das Silberne Lorbeerblatt in verschiedenen Ausführungen

Silbernes Lorbeerblatt mit Urkunde des Fechters Rainer Wirz

Amtliche Darstellung des Silbernen Lorbeerblattes

Das Silberne Lorbeerblatt ist die höchste verliehene sportliche Auszeichnung in der Bundesrepublik Deutschland. Die Stiftung erfolgte am 23. Juni 1950 vom damaligen Bundespräsidenten Theodor Heuss. Bestätigt wurde die Auszeichnung jedoch erst nach der Einführung des Gesetzes über Titel, Orden und Ehrenzeichen vom 26. Juli 1957, am 24. März 1964 durch den damaligen Bundespräsidenten Heinrich Lübke. Dieser Erlass wurde mit Wirkung vom 1. Juni 2013 außer Kraft gesetzt. Es gilt seither der Erlass über die Stiftung des Silbernen Lorbeerblattes vom 22. Mai 2013, der erstmals regelt, dass ein mit einer Sperre sanktionierter Verstoß gegen Anti-Doping-Bestimmungen eine Auszeichnung grundsätzlich ausschließt.

## Stiftungszweck
Das Silberne Lorbeerblatt ist ein staatliches Ehrenzeichen und wird als Auszeichnung für hervorragende Leistungen (auch international) auf den Gebieten des sportlichen und (bis 2013) musischen Lebens verliehen.

## Bewertungsmaßstab
Bei der Verleihung und Wertung der zugrundeliegenden Leistung des zu Ehrenden ist ein strenger Maßstab anzulegen, um den Wert dieser Auszeichnung herauszustellen. Einmalige Höchstleistungen reichen grundsätzlich nicht aus. Die Leistung muss auch eine vorbildliche menschliche und charakterliche Haltung des Auszuzeichnenden widerspiegeln. Der damalige Bundesminister des Innern Otto Schily unterstrich während seiner Rede vor 140 erfolgreichen Sportlern am 31. März 2003 in Berlin den Stiftungsgrundsatz erneut, dass das Silberne Lorbeerblatt nicht nur die sportlichen Höchstleistungen einer Person oder Mannschaft an sich würdigen soll, sondern dass die Auszeichnung auch eine Würdigung der menschlichen und charakterlichen Haltung des Einzelnen sei.
Medaillengewinner bei den Paralympics, der Weltspiele der Gehörlosen und der Schacholympiaden können seit 1992 das Silberne Lorbeerblatt erhalten.

## Form, Beschaffenheit und Tragweise
Das Silberne Lorbeerblatt ist eine silberne Anstecknadel und in der Damenausführung eine Ansteckbrosche in Form eines waagerecht liegenden Lorbeerblattes. Die Sonderausfertigung ist dagegen etwas größer gehalten. Getragen wird das Lorbeerblatt entweder als Anstecknadel oder Brosche am linken Kragenaufschlag des Dienstrockes oder am Anzug. Wird das Lorbeerblatt als verkleinerte Ausführung (Miniatur) an der Bandschnalle getragen, so sind die olympischen Farben (blau-gelb-schwarz-grün-rot) als Untergrund zu verwenden.

## Verleihungsprozedere

### Einzelsportler und Einzelpersonen
Der zu Beleihende erhielt mit Aushändigung des Lorbeerblattes eine Verleihungsurkunde mit einer vergrößerten Ausführung des Blattes. Diese ist nicht zum Tragen bestimmt gewesen. Diese Regelung wurde jedoch mit der Neufassung des Artikels 1980 geändert. So erhält der Beliehene ab dem 28. November 1980 nur noch die Verleihungsurkunde und kein größeres „nichttragbares“ Lorbeerblatt mehr.

### Mannschaftsleistungen
Bei der Verleihung des Lorbeerblattes wegen einer Mannschaftsleistung erhalten die Mannschaft oder der Verein die vergrößerte Ausführung sowie eine Verleihungsurkunde. Die an der Leistung beteiligten aktiven Mitglieder erhalten das Ehrenzeichen (in seiner Originalgröße) nebst Verleihungsurkunde. Im Übrigen konnte die vergrößerte Ausführung als Auszeichnung an einen Verein verliehen werden (ohne die Mitglieder auszuzeichnen).

## Erste Verleihungen

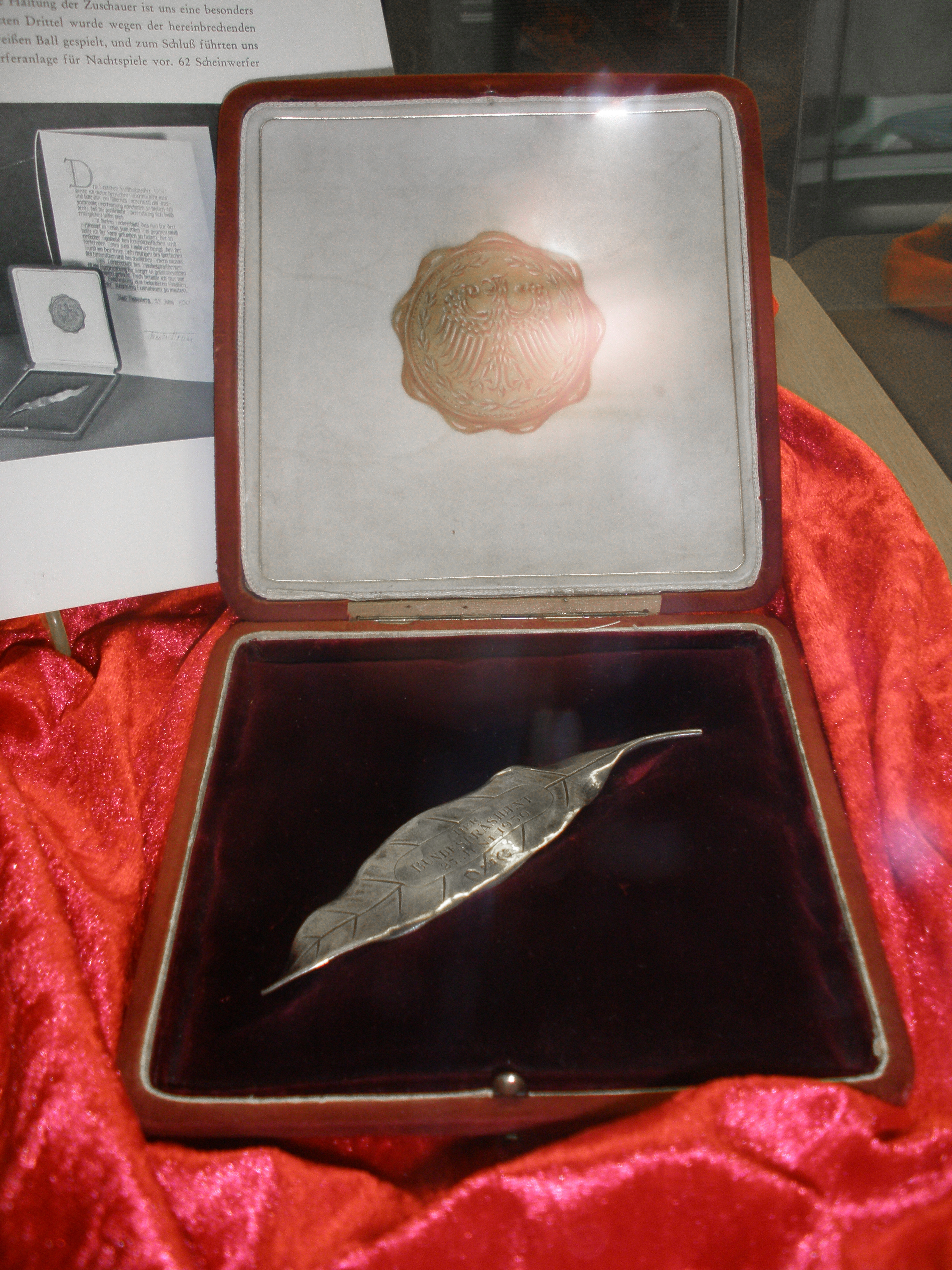
Das erste Silberne Lorbeerblatt für eine Mannschaft

Am 25. Juni 1950 erhielten der Springreiter Fritz Thiedemann als erster Einzelsportler und der Deutsche Fußballmeister 1950, der VfB Stuttgart, als erste Mannschaft das Silberne Lorbeerblatt. Die Tennisspielerin Inge Pohmann erhielt die Auszeichnung am 2. Juli 1950 als erste Frau.
Die ersten mit dem Silbernen Lorbeerblatt ausgezeichneten ausländischen Sportler waren 1950 der Italiener Ascari (Gewinner des Rennens auf dem Nürburgring) sowie der Belgier Ghyselinck (Sieger der Deutschland-Rundfahrt 1950).

## Antrags- und Verleihungsbefugnis
Soll ein Sportler oder eine Mannschaft das Silberne Lorbeerblatt erhalten, dann muss dies der Präsident des Deutschen Olympischen Sportbundes, der Präsident des Deutschen Behindertensportverbandes oder der Präsident des Deutschen Gehörlosen-Sportverbandes beim Bundespräsidenten beantragen. Dieser Antrag wird durch das Bundespräsidialamt sowie durch das für Sport zuständige Bundesministerium des Innern geprüft. Der Bundesinnenminister unterschreibt den genehmigten Antrag gemäß Artikel 58 Grundgesetz. In besonderen Fällen überreicht der Bundespräsident das Silberne Lorbeerblatt selbst, ansonsten wird er durch den Bundesinnenminister vertreten.

## Auszeichnung auf musischem Gebiet
Trotz des eindeutigen Wortlautes im Stiftungserlass, dass das Silberne Lorbeerblatt auch für musische Leistungen verliehen werden kann, ist es dafür bisher nur im Jahr 1954 zweimal verliehen worden, u. a. an das Mandolinenorchester Bad Vilbel.
Im aktuellen Stiftungserlass vom 22. Mai 2013 sind keine Verleihungen für musische Leistungen mehr vorgesehen.

## Sonstiges
Da das Silberne Lorbeerblatt nur einmal verliehen werden kann, erhalten Sportler, die bereits diese Auszeichnung erhalten haben, das Silberne Lorbeerblatt bei erneuter Verleihung in einer Sonderanfertigung. So wurden der Fußballspieler und Weltmeister von 1954 Fritz Walter wie auch der Handballspieler Erhard Wunderlich insgesamt dreimal geehrt, Miroslav Klose sogar vier Mal. Die Fußball-Nationalmannschaften der Weltmeisterschaften 1974, 2002, 2006, 2010 und 2014 einschließlich ihrer Trainer Helmut Schön, Jürgen Klinsmann und Joachim Löw wurden ebenfalls mit dem Silbernen Lorbeerblatt ausgezeichnet.
Die Gleichstellung behinderter mit nichtbehinderten Sportlern erfolgte 1993 durch Richard von Weizsäcker, der erstmals in einer gemeinsamen Zeremonie die Medaillengewinner der Olympischen und Paralympischen Spiele von 1992 auszeichnete und auch Medaillengewinner der Weltspiele der Gehörlosen 1993 zum ersten Mal auszeichnete.
Dem Kugelstoßer David Storl, Weltmeister 2011 und olympischer Silbermedaillengewinner 2012, wurde im November 2012 die Auszeichnung verweigert, da er im Frühjahr 2011 mit einem Luftgewehr auf einen Hund geschossen hatte.